# Třída Centurion
Třída Centurion byla třída bitevních lodí druhé třídy provozovaných britským královským námořnictvem. Jejich hlavním úkolem byla služba v koloniích. Postaveny byly dvě jednotky, které byly ve službě v letech 1894–1909. Po vyřazení byly sešrotovány.

## Stavba

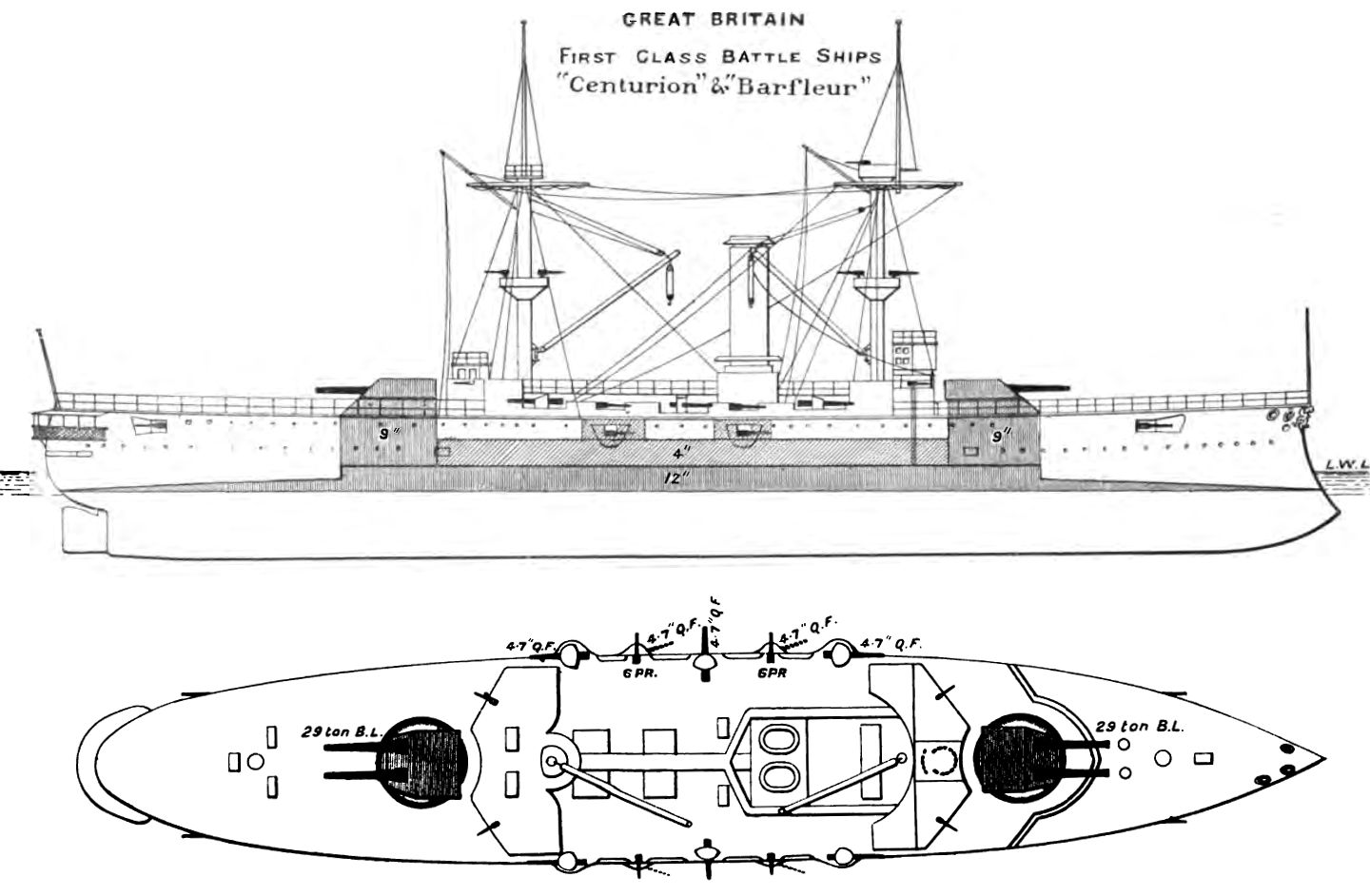
Základní uspořádání třídy Centurion

Plavidla představovala zmenšenou upravenou verzi třídy Royal Sovereign se slabší výzbrojí a pancéřováním, ale větší rychlostí a dosahem. V letech 1890–1894 byly postaveny dvě jednotky této třídy, pojmenované Centurion a Barfleur. Postavily je loděnice Pembroke Dockyard a Chatham Dockyard.
Jednotky třídy Centurion:
| Jméno         | Loděnice          | Založení kýlu | Spuštěna       | Vstup do služby | Poznámka                                                                              |
| ------------- | ----------------- | ------------- | -------------- | --------------- | ------------------------------------------------------------------------------------- |
| HMS Centurion | Pembroke Dockyard | 1890          | 3. srpna 1892  | únor 1894       | V letech 1905–1907 v rezervě, v letech 1907–1909 reaktivována, roku 1910 sešrotována. |
| HMS Barfleur  | Chatham Dockyard  | 1890          | 10. srpna 1892 | červen 1894     | V letech 1905–1907 v rezervě, v letech 1907–1909 reaktivována, roku 1910 sešrotována. |

## Konstrukce

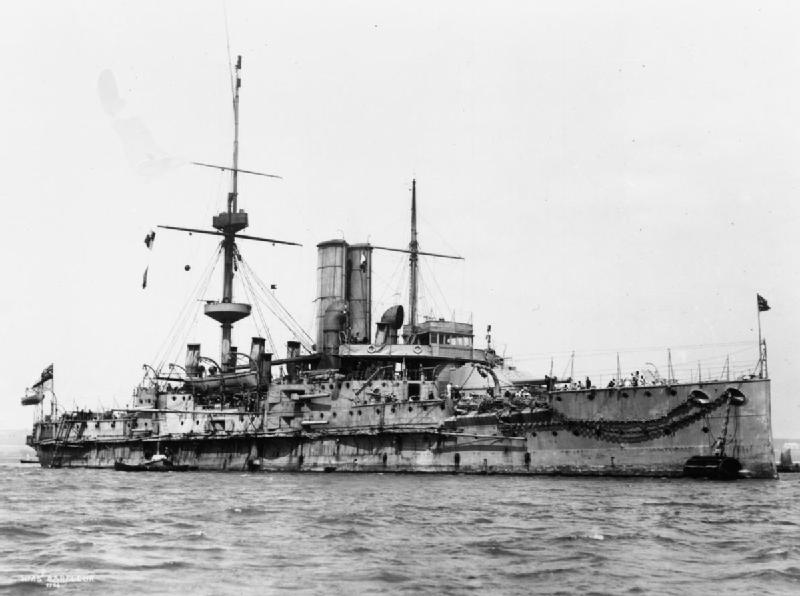
Barfleur

Výzbroj tvořily čtyři 254mm kanóny ve dvouhlavňových věžích, deset 120mm kanónů v pancéřových kasematách (při modernizaci nahrazeny 152mm kanóny), osm 57mm kanónů, dvanáct 47mm kanónů a sedm 450mm torpédometů. Pohonný systém tvořilo osm kotlů a dva parní stroje s trojnásobnou expanzí o výkonu 9000 hp, pohánějící dva lodní šrouby. Nejvyšší rychlost dosahovala 17 uzlů. Dosah byl 9700 námořních mil při rychlosti 10 uzlů.